# Igrejas Congregacionais Reformadas
As Igrejas Congregacionais Reformadas (em inglês Reformed Congregational Churches) formam uma denominação congregacional nas Ilhas Marshall. A denominação surgiu em 1985, a partir de um grupo de igrejas que se separou da Igreja Unida de Cristo (Ilhas Marshall).

## História
No Século XIX, missionários congregacionais estadunidenses iniciaram a plantação de igrejas nas Ilhas Marshall.
Em 1972, partir do crescimento do trabalho missionário, foi organizada a Igreja Unida de Cristo (Ilhas Marshall).
Em 1985, um grupo de pastores se separou da denominação, devido a divergências doutrinárias e administrativas. O grupo separado deu origem às Igrejas Reformadas Congregacionais.
Em 2004, a denominação era formada por 9 igrejas em 4.000 membros e já tinha aprovado a ordenação de mulheres.

## Relações inter eclesiásticas
A denominação é membro da Comunhão Mundial das Igrejas Reformadas.